# 里奧格蘭德豹蛙
里奧格蘭德豹蛙是美國南部德克薩斯州及新墨西哥州至墨西哥中部的水生青蛙。

## 特徵
里奧格蘭德豹蛙長2.25-4.5吋，一般呈黃褐色、褐色或淡綠色，有黑色斑點，背上兩側有淺色的脊。吻尖，腳強壯，趾間有蹼。

## 生態及行為
里奧格蘭德豹蛙主要是水生的，多是夜間活動，日間有時也可見到牠們在水邊休息。雖然牠們身處的環境多是較乾旱或半乾旱的地區，牠們會棲息在水源的地方，如河流、小溪及池塘。牠們主要是吃昆蟲的，但任何能夠被牠制服的牠們也會吃。於春天及冬天的雨季牠們會進行交配。雄蛙所發出的喀噠聲可以達到四分之一里以外的地方。牠們會在水生的植物上產卵。

## 分類
里奧格蘭德豹蛙曾一度被認為是豹蛙的亞種，但後來根據其形態差別而斷定為獨立的物種。近年研究將牠們列在Scurrilirana亞屬。

## 分佈及保育狀況
里奧格蘭德豹蛙分佈在德克薩斯州中部至新墨西哥州，南至墨西哥至韋拉克魯斯。牠們很容易與如平原豹蛙等有所混淆，但是否存在混種則仍不明。牠們也有被引進到加利福尼亞州及阿利桑那州的科羅拉多河，且開始向南擴展至墨西哥的下加利福尼亞州。當地的低地豹蛙數量減少正是由牠們所引起。牠們現時被世界自然保護聯盟列為無危。

## 外部連結
- 里奧格蘭德豹蛙的相片 （页面存档备份，存于）
- Amphibian Species of the World
- California Herps
- Herps of Texas （页面存档备份，存于）